# Le prince Nezha triomphe du roi Dragon
Pour plus de détails, voir Fiche technique et Distribution.
Le prince Nezha triomphe du roi Dragon (chinois simplifié : 哪吒闹海 ; pinyin : Nézhā nào hǎi) est un long métrage d'animation chinois réalisé par Wang Shuchen et sorti en 1979, qui retrace une partie de la mythologie de Nezha. Le film s'inspire notamment d'une partie du roman du XVIe siècle-XVIIe siècle, l'Investiture des dieux. C'est le troisième long-métrage des studios de cinéma d'art de Shanghai.

## Synopsis
Dans la Chine ancienne, un seigneur et sa femme espèrent depuis des années un enfant, sans parvenir à en avoir un. Un jour, la femme du seigneur tombe enceinte, mais sa grossesse se prolonge de manière extraordinaire et, trois ans après, elle n'a toujours pas accouché. Pendant ce temps, au ciel, quatre rois-dragons, des divinités habituellement bienveillantes envers l'humanité, décident un jour de cesser d'être bienveillants et se mettent à faire le mal pour obtenir des humains de quoi vivre une vie de plaisirs. À l'aide de leurs pouvoirs, ils déchaînent des catastrophes climatiques sur le pays et réclament en guise de tribut de la nourriture, toutes sortes d'offrandes et de jeunes vierges à dévorer. 
Un jour, l'épouse du seigneur accouche enfin, mais au lieu d'un enfant, c'est un œuf qu'elle met au monde. Excédé, le seigneur dégaine son épée pour trancher l'œuf. Mais lorsque la lame touche l'œuf, celui-ci s'ouvre, révélant une fleur de lotus dont les pétales, en se déployant, révèlent à leur tour un tout petit enfant. Le seigneur et sa femme ainsi que les membres de la cour contemplent, émerveillés, ce nouveau-né qui commence à parler et à marcher comme un enfant déjà âgé de plusieurs années. Peu après, Taiyi Zhenren (en), l'immortel qui vit dans la montagne, vient rendre visite au seigneur et prendre des nouvelles du nouveau-né, dont il révèle au seigneur le nom : Nezha. Taiyi fait présent à Nezha de deux objets magiques : un cercle qui peut enserrer l'univers et un ruban rouge enchanté. 
Les jours suivants, Nezha gambade dans la campagne en s'amusant beaucoup avec ses nouveaux jouets. Il rencontre deux petites filles et joue avec elles sur la plage. Mais pendant ce temps, au fond de la mer, dans son palais sous-marin, Ao Guang, le roi-dragon de la mer orientale envoie son fils Ao Bing, un puissant démon, pour enlever des enfants et susciter la terreur dans le royaume. Ao Bing enlève les deux petites filles, puis revient dans l'idée d'enlever Nezha. Mais ce dernier lui ordonne de relâcher les petites filles. Voyant que le démon refuse, Nezha utilise ses objets pour le capturer et lui enlever l'épine dorsale, dont il joue comme avec une cordelette. Meurtri, Ao Bing redescend au palais de son père. Furieux, ce dernier se rend en personne au palais pour réclamer au seigneur de lui livrer son fils. Nezha s'explique et dénonce la tyrannie injuste du roi et de son fils. Ao Guang, furieux, tente de le tuer, mais c'est Nezha qui lui colle une raclée mémorable. Ao Guang promet de ne plus tyranniser le royaume et s'en va... pour aller aussitôt se plaindre auprès des trois autres rois-dragons maléfiques.
Les quatre rois-dragons reviennent ensemble à la charge et déchaînent de terribles tempêtes sur le royaume, menaçant d'anéantir la population. Le seigneur les implore de faire retomber la faute sur lui, puisqu'il est seul coupable. Mais ils réclament Nezha. Décidé à sauver son peuple plutôt que son fils, le seigneur fait Nezha prisonnier et lui confisque ses objets magiques. Ne parvenant pas à négocier avec les rois-dragons, il finit par l'amener devant eux et s'apprête à le tuer de sa propre main, mais il n'y parvient pas. Aidé par l'animal qui lui servait de monture, mais privé de ses objets magiques, Nezha se libère et brave les rois-dragons en faisant honte à Ao Guang de ne pas avoir tenu sa promesse. Mortifié par la désapprobation de son père, il décide de se tuer lui-même et s'ouvre la gorge avec son épée. Les rois-dragons triomphent et vont festoyer dans le palais sous-marin d'Ao Guang. Le seigneur est affligé et le royaume en ruines.
Mais l'immortel Taiyi Zhenren n'a pas dit son dernier mot. Loin dans la montagne, il récupère l'âme de Nezha et la sème de nouveau sur une fleur de lotus. Nezha renaît et Taiyi lui offre de nouvelles armes qui le rendent plus puissant. Nezha retourne dans le royaume et descend au palais sous-marin d'Ao Guang, où il affronte seul toute l'armée des bêtes sous-marines. Il met l'armée en déroute, puis poursuit les rois-dragons à travers le palais. Ils combinent leurs souffles pour l'enfermer momentanément dans une sphère de glace, mais il se libère grâce à l'une de ses armes dotée de pouvoirs liés au feu. Nezha poursuit alors les rois-dragons jusque dans un coffre de pierre qui leur sert d'ultime cachette et qu'il fait exploser. Il poursuit Ao Guang jusque dans le ciel et le change en statue d'or, puis obtient des trois autres rois-dragons la promesse de ne plus abuser de leurs pouvoirs contre la population. Le royaume retrouve la paix, tandis que Nezha, après avoir retrouvé sa famille et ses amis, part vers d'autres aventures.

## Fiche technique
- Titre : Le Prince Nezha triomphe du Roi Dragon
- Titre original : 哪吒闹海, Nézhā nào hǎi (Nézhā et la mer agitée)
- Réalisation : Wang Shuchen (voyez aussi Frères Wan)
- Scénario :
- Direction artistique : Zhang Ding - 张仃
- Direction de l'animation :  Lin wenxiao, Chang guangxi, Zhu kanglin, Ma kexuan, Zhang yuan, Pu jiaxiang,etc
- Personnages : Nezha
- Musique : Jin fuzai
- Production :  Studios de cinéma d'art de Shanghai (上海美术电影制片厂)
- Société de production : Studios de cinéma d'art de Shanghai (上海美术电影制片厂)
- Pays de production :  Chine
- Langue : mandarin
- Date de sortie : Chine : 1979
- Durée : 65 minutes

## Accueil critique
Le film est projeté hors compétition au Festival de Cannes en 1980. En France, il sort en salles le 8 février 1989, puis bénéficie d'une reprise très limitée en salles le 16 octobre 2013.

## Récompenses
En 1979, le film remporte le prix du Meilleur film animé au festival du film de Huabiao en Chine. En 1980, il remporte le prix du Meilleur film d'animation au Prix des Mille Fleurs, également en Chine.